# Стехіометричне рівняння реакції
Стехіометричне рівняння реакції (англ. stoichiometric equation) — хімічний вираз, що показує загальний результат взаємодії реагентів, де ліворуч від знака рівності подаються хімічні символи реактантів, по праву — продуктів реакції, причому біля кожного реагенту вказується кількість його молекул, що взяла участь або утворилась при ступені повноти реакції рівному одиниці.